# سييم ساندر فين
سييم ساندر فين (بالإستونية: Siim-Sander Vene)‏ مواليد 12 نوفمبر 1990 في تارتو، هو لاعب كرة سلة إستوني. بدأ مسيرته الاحترافية في سنة 2005. يلعب مع نيجني نوفغورود. يحمل الرقم 9. لعب مع زالغيريس لكرة السلة ونيجني نوفغورود.

## الإنجازات
- الدوري الليتواني لكرة السلة : 2013–14، 2014–15، 2015–16
- دوري البلطيق لكرة السلة : 2009–10
- دوري لاتفيا لكرة السلة : 2011–12

## إحصائيات المسيرة

### الدوري الأوروبي
| السنة   | الفريق              | لعب | بدأ | دقيقة | ميداني% | ثلاثية | حرة   | ارتداد | صنع | استلاب | تصدي | نقطة | أداء |
| ------- | ------------------- | --- | --- | ----- | ------- | ------ | ----- | ------ | --- | ------ | ---- | ---- | ---- |
| 2009–10 | زالغيريس لكرة السلة | 6   | 0   | 10.9  | .417    | .000   | .500  | 1.8    | .2  | .0     | .2   | 2.0  | 1.2  |
| 2013–14 | زالغيريس لكرة السلة | 5   | 0   | 13.7  | .462    | .500   | 1.000 | 2.6    | .6  | .2     | .2   | 3.0  | 3.8  |
| 2014–15 | زالغيريس لكرة السلة | 14  | 0   | 9.2   | .450    | .438   | .714  | 1.2    | .5  | .5     | .0   | 3.4  | 2.6  |
| 2015–16 | زالغيريس لكرة السلة | 20  | 1   | 12.1  | .491    | .300   | .833  | 1.6    | .7  | .4     | .2   | 3.3  | 3.1  |
| المسيرة | المسيرة             | 45  | 1   | 11.2  | .467    | .318   | .737  | 1.6    | .6  | .4     | .1   | 3.1  | 2.8  |

## روابط خارجية
- سييم ساندر فين على موقع الاتحاد الدولي لكرة السلة (الإنجليزية)
- سييم ساندر فين على موقع الدوري الأوروبي لكرة السلة (الإنجليزية)
- سييم ساندر فين على موقع الدوري الإسباني لكرة السلة (الإسبانية)
- سييم ساندر فين على موقع كرة السلة الأوروبية.كوم (الإنجليزية)
- سييم ساندر فين على موقع ريلجم (الإنجليزية)
- سييم ساندر فين على موقع بروبوليرز (الإنجليزية)
- سييم ساندر فين على موقع سبورتس رفرنس (الإنجليزية)